# Verein für Bewegungsspiele Stuttgart 1893 1988-1989
Questa voce raccoglie le informazioni riguardanti il Verein für Bewegungsspiele Stuttgart 1893 nelle competizioni ufficiali della stagione 1988-1989.

## Stagione
Nella stagione 1988-1989 lo Stoccarda, allenato da Arie Haan, concluse il campionato al quinto posto. In coppa di Germania il cammino dei Roten si concluse in semifinale, dove furono eliminati dal Borussia Dortmund. La squadra raggiunse altresì la finale della Coppa UEFA, la prima finale europea nella propria storia, ma perse col risultato complessivo di 5-4 contro gli italiani del Napoli.

## Maglie e sponsor
|  | Casa |  | Trasferta |

## Rosa
| N. |                           | Ruolo | Calciatore         |
| -- | ------------------------- | ----- | ------------------ |
| 6  | Germania Ovest (bandiera) | D     | Guido Buchwald     |
| 13 | Germania Ovest (bandiera) | D     | Günther Schäfer    |
| 22 | Germania Ovest (bandiera) | P     | Eberhard Trautner  |
|    | Germania Ovest (bandiera) | P     | Eike Immel         |
|    | Jugoslavia (bandiera)     | D     | Srečko Katanec     |
|    | Germania Ovest (bandiera) | D     | Klaus Mirwald      |
|    | Germania Ovest (bandiera) | D     | Nils Schmäler      |
|    | Germania Ovest (bandiera) | D     | Alexander Strehmel |
|    | Germania Ovest (bandiera) | D     | Rainer Zietsch     |
|    | Germania Ovest (bandiera) | C     | Karl Allgöwer      |
|    | Germania Ovest (bandiera) | C     | Dietmar Bufka      |

| N. |                           | Ruolo | Calciatore          |
| -- | ------------------------- | ----- | ------------------- |
|    | Germania Ovest (bandiera) | C     | Maurizio Gaudino    |
|    | Germania Ovest (bandiera) | C     | Jürgen Hartmann     |
|    | Germania Ovest (bandiera) | C     | Axel Jüptner        |
|    | Nigeria (bandiera)        | C     | Samuel Okwaraji     |
|    | Germania Ovest (bandiera) | C     | Gerhard Poschner    |
|    | Germania Ovest (bandiera) | C     | Michael Schröder    |
|    | Germania Ovest (bandiera) | C     | Rainer Schütterle   |
|    | Islanda (bandiera)        | C     | Ásgeir Sigurvinsson |
|    | Germania Ovest (bandiera) | A     | Jürgen Klinsmann    |
|    | Germania Ovest (bandiera) | A     | Olaf Schmäler       |
|    | Germania Ovest (bandiera) | A     | Fritz Walter        |

## Organigramma societario
Area tecnica
- Allenatore: Arie Haan
- Allenatore in seconda: Willi Entenmann
- Preparatore dei portieri: Jochen Rücker
- Preparatori atletici:

## Calciomercato

### Sessione estiva
| Acquisti | Acquisti        | Acquisti               | Acquisti |
| R.       | Nome            | da                     | Modalità |
| -------- | --------------- | ---------------------- | -------- |
| D        | Srečko Katanec  | Partizan               |          |
| C        | Samuel Okwaraji | Ulma                   |          |
| D        | Nils Schmäler   | Eintracht Braunschweig |          |
| A        | Olaf Schmäler   | Eintracht Braunschweig |          |

| Cessioni | Cessioni       | Cessioni | Cessioni |
| R.       | Nome           | a        | Modalità |
| -------- | -------------- | -------- | -------- |
| C        | Rolf Baumann   | Basilea  |          |
| A        | Andreas Merkle | Amburgo  |          |

### Sessione invernale
| Acquisti | Acquisti | Acquisti | Acquisti |
| R.       | Nome     | da       | Modalità |
| -------- | -------- | -------- | -------- |

| Cessioni | Cessioni | Cessioni | Cessioni |
| R.       | Nome     | a        | Modalità |
| -------- | -------- | -------- | -------- |

## Risultati

### Bundesliga

#### Girone di andata
| Arbitro: | Heitmann |

|          |           |                         |
| Mill 26’ | Marcatori | 16’ Zietsch 85’ Katanec |

| Arbitro: | Assenmacher |

|                                   |           |                 |
| Klinsmann 25’ Allgöwer 67’ (rig.) | Marcatori | 21’ Grillemeier |

| Arbitro: | Osmers |

|                                       |           |                            |
| Wohlfarth 37’ Wegmann 81’ Ekström 83’ | Marcatori | 7’ Walter 55’, 74’ Gaudino |

| Arbitro: | Pauly |

|                                                          |           |  |
| Allgöwer 18’ (rig.) Laukkanen 45’ (aut.) Walter 47’, 75’ | Marcatori |  |

| Arbitro: | Broska |

|                      |           |            |
| Golke 66’ Gronau 86’ | Marcatori | 14’ Walter |

| Arbitro: | Dellwing |

|                         |           |  |
| Walter 28’ Allgöwer 48’ | Marcatori |  |

| Krefeld 10 settembre 1988, ore 15:30 CEST 7ª giornata | Bayer Uerdingen | 0 – 0 referto | Stoccarda | Grotenburg Stadion (22 000 spett.)\| Arbitro: \| Theobald \| |
| Arbitro:                                              | Theobald        |               |           |                                                              |

| Arbitro: | Krug |

|                                                         |           |  |
| Sigurvinsson 55’ Allgöwer 61’ Klinsmann 73’ (rig.), 77’ | Marcatori |  |

| Arbitro: | Föckler |

|                    |           |  |
| Leifeld 39’ (rig.) | Marcatori |  |

| Arbitro: | Weber |

|                          |           |  |
| Allgöwer 17’ Gaudino 39’ | Marcatori |  |

| Arbitro: | Tritschler |

|                        |           |  |
| Simmes 43’ Hermann 88’ | Marcatori |  |

| Arbitro: | Wiesel |

|                                   |           |  |
| Allgöwer 55’ (rig.) Klinsmann 64’ | Marcatori |  |

| Arbitro: | Werner |

|                                                          |           |                     |
| Allgöwer 44’ (rig.) Schröder 45’ Walter 59’ Strehmel 82’ | Marcatori | 84’ Klaus 88’ Spörl |

| Arbitro: | Mierswa |

|                                                   |           |             |
| Kohr 22’, 47’, 76’ Hartmann 55’ Hoos 78’ Emig 83’ | Marcatori | 16’ Gaudino |

| Stoccarda 19 novembre 1988, ore 15:00 CET 15ª giornata | Stoccarda | 0 – 0 referto | Bayer Leverkusen | Neckarstadion (18 000 spett.)\| Arbitro: \| Heitmann \| |
| Arbitro:                                               | Heitmann  |               |                  |                                                         |

| Arbitro: | Harder |

|                             |           |                            |
| Bruns 45’ Dreßen 55’ (rig.) | Marcatori | 66’ Klinsmann 83’ Allgöwer |

| Arbitro: | Theobald |

|                                         |           |                              |
| Sigurvinsson 4’ Buchwald 28’ Walter 75’ | Marcatori | 17’, 60’ Bratseth 29’ Schaaf |

#### Girone di ritorno
| Arbitro: | Matheis |

|                |           |                            |
| Schütterle 80’ | Marcatori | 10’ Mill 18’, 72’ Breitzke |

| Arbitro: | Weber |

|                                      |           |  |
| Schatzschneider 37’ Reich 73’ (rig.) | Marcatori |  |

| Arbitro: | Pauly |

|            |           |                           |
| Gaudino 3’ | Marcatori | 39’ Nachtweih 80’ Ekström |

| Arbitro: | Wiesel |

|  |           |                             |
|  | Marcatori | 45’ Walter 90’ Sigurvinsson |

| Arbitro: | Broska |

|                         |           |           |
| Walter 48’ Hartmann 89’ | Marcatori | 11’ Golke |

| Arbitro: | Zimmermann |

|                           |           |  |
| Povlsen 49’ Rahn 51’, 67’ | Marcatori |  |

| Arbitro: | Diekert |

|                         |           |                     |
| Allgöwer 43’ Walter 82’ | Marcatori | 20’ Herget 56’ Fach |

| Arbitro: | Neuner |

|               |           |  |
| Wirsching 65’ | Marcatori |  |

| Arbitro: | Röthlisberger |

|                                |           |          |
| Gaudino 14’ Klinsmann 39’, 90’ | Marcatori | 81’ Kree |

| Arbitro: | Assenmacher |

|             |           |                                     |
| Turowski 4’ | Marcatori | 15’ Hartmann 25’ Walter 83’ Gaudino |

| Arbitro: | Umbach |

|                          |           |  |
| Klinsmann 5’ Gaudino 67’ | Marcatori |  |

| Arbitro: | Löwer |

|                                        |           |                                      |
| Schäfer 29’ (aut.) Bockenfeld 39’, 71’ | Marcatori | 10’, 86’ Klinsmann 77’, 79’ Allgöwer |

| Arbitro: | Föckler |

|                           |           |               |
| Furtok 57’ von Heesen 70’ | Marcatori | 14’ Klinsmann |

| Arbitro: | Krug |

|                               |           |          |
| Klinsmann 52’ Walter 71’, 76’ | Marcatori | 40’ Hoos |

| Leverkusen 3 giugno 1989, ore 15:30 CEST 32ª giornata | Bayer Leverkusen | 0 – 0 referto | Stoccarda | Ulrich-Haberland-Stadion (8 600 spett.)\| Arbitro: \| Werner \| |
| Arbitro:                                              | Werner           |               |           |                                                                 |

| Arbitro: | Dellwing |

|                            |           |          |
| Klinsmann 33’ Allgöwer 74’ | Marcatori | 3’ Bruns |

| Arbitro: | Kautschor |

|                                         |           |  |
| Schaaf 56’ Neubarth 64’ Burgsmüller 66’ | Marcatori |  |

### Coppa di Germania
| Arbitro: | Griese |

|  |           |                                                       |
|  | Marcatori | 7’ Buchwald 54’, 80’ Walter 77’ Katanec 90’ Klinsmann |

| Arbitro: | Kriegelstein |

|                                          |           |                     |
| Schmäler 78’ Allgöwer 90’ Klinsmann 117’ | Marcatori | 7’ Leifeld 62’ Nehl |

| Arbitro: | Brückner |

|                                  |           |  |
| Gaudino 96’ Allgöwer 116’ (rig.) | Marcatori |  |

| Arbitro: | Kautschor |

|                                                          |           |  |
| Buchwald 9’ Allgöwer 62’ (rig.) Katanec 64’ Schmäler 86’ | Marcatori |  |

| Arbitro: | Heitmann |

|                   |           |  |
| Zorc 29’ Mill 59’ | Marcatori |  |

### Coppa UEFA
| Arbitro: | Pérez Sánchez |

|                        |           |  |
| Gaudino 49’ Walter 88’ | Marcatori |  |

| Arbitro: | Nikakis |

|                       |           |                     |
| Csapó 53’ Schmidt 81’ | Marcatori | 78’ (rig.) Allgöwer |

| Arbitro: | van Langenhove |

|           |           |                                       |
| Besek 79’ | Marcatori | 44’ Klinsmann 51’ Walter 63’ Schröder |

| Arbitro: | Fernandes |

|            |           |                |
| Walter 48’ | Marcatori | 66’ Mihajlović |

| Arbitro: | Stiegler |

|            |           |                               |
| Meijer 82’ | Marcatori | 18’ Allgöwer 32’, 39’ Gaudino |

| Arbitro: | Germanakos |

|                    |           |  |
| Klinsmann 22’, 52’ | Marcatori |  |

| Arbitro: | Lo Bello |

|            |           |  |
| Walter 35’ | Marcatori |  |

| Arbitro: | Worrall |

|                                   |                      |                                  |
| Zamora 17’                        | Marcatori            |                                  |
| Goikoetxea Martínez Loinaz Gajate | Tiri di rigore 2 – 4 | Allgöwer Gaudino Walter Buchwald |

| Arbitro: | Németh |

|              |           |  |
| Allgöwer 69’ | Marcatori |  |

| Arbitro: | Brummeier |

|              |           |              |
| Lieberam 83’ | Marcatori | 64’ Allgöwer |

| Arbitro: | Germanakos |

|                                |           |             |
| Maradona 68’ (rig.) Careca 87’ | Marcatori | 17’ Gaudino |

| Arbitro: | Sánchez Arminio |

|                                                 |           |                                   |
| Klinsmann 27’ De Napoli 70’ (aut.) Schmäler 89’ | Marcatori | 18’ Alemão 39’ Ferrara 62’ Careca |

## Statistiche

### Statistiche di squadra
| Competizione      | Punti | In casa | In casa | In casa | In casa | In casa | In casa | In trasferta | In trasferta | In trasferta | In trasferta | In trasferta | In trasferta | Totale | Totale | Totale | Totale | Totale | Totale | DR  |
| Competizione      | Punti | G       | V       | N       | P       | Gf      | Gs      | G            | V            | N            | P            | Gf           | Gs           | G      | V      | N      | P      | Gf     | Gs     | DR  |
| ----------------- | ----- | ------- | ------- | ------- | ------- | ------- | ------- | ------------ | ------------ | ------------ | ------------ | ------------ | ------------ | ------ | ------ | ------ | ------ | ------ | ------ | --- |
| Bundesliga        | 39    | 17      | 12      | 3       | 2       | 39      | 17      | 17           | 4            | 4            | 9            | 19           | 32           | 34     | 16     | 7      | 11     | 58     | 49     | +9  |
| Coppa di Germania | -     | 3       | 3       | 0       | 0       | 9       | 2       | 2            | 1            | 0            | 1            | 5            | 2            | 5      | 4      | 0      | 1      | 14     | 4      | +10 |
| Coppa UEFA        | -     | 6       | 4       | 2       | 0       | 10      | 4       | 6            | 2            | 1            | 3            | 9            | 8            | 12     | 6      | 3      | 3      | 19     | 12     | +7  |
| Totale            | 39    | 26      | 19      | 5       | 2       | 58      | 23      | 25           | 7            | 5            | 13           | 33           | 42           | 51     | 26     | 10     | 15     | 91     | 65     | +26 |

### Andamento in campionato
| Giornata  | 1 | 2 | 3 | 4 | 5 | 6 | 7 | 8 | 9 | 10 | 11 | 12 | 13 | 14 | 15 | 16 | 17 | 18 | 19 | 20 | 21 | 22 | 23 | 24 | 25 | 26 | 27 | 28 | 29 | 30 | 31 | 32 | 33 | 34 |
| --------- | - | - | - | - | - | - | - | - | - | -- | -- | -- | -- | -- | -- | -- | -- | -- | -- | -- | -- | -- | -- | -- | -- | -- | -- | -- | -- | -- | -- | -- | -- | -- |
| Luogo     | T | C | T | C | T | C | T | C | T | C  | T  | C  | C  | T  | C  | T  | C  | C  | T  | C  | T  | C  | T  | C  | T  | C  | T  | C  | T  | T  | C  | T  | C  | T  |
| Risultato | V | V | N | V | P | V | N | V | P | V  | P  | V  | V  | P  | N  | N  | N  | P  | P  | P  | V  | V  | P  | N  | P  | V  | V  | V  | V  | P  | V  | N  | V  | P  |
| Posizione | 4 | 1 | 4 | 1 | 3 | 2 | 2 | 2 | 2 | 1  | 2  | 2  | 2  | 3  | 3  | 5  | 4  | 6  | 6  | 8  | 6  | 6  | 7  | 7  | 7  | 6  | 6  | 6  | 5  | 6  | 6  | 6  | 5  | 5  |

Legenda:

Luogo: C = Casa; T = Trasferta. Risultato: V = Vittoria; N = Pareggio; P = Sconfitta.

### Statistiche dei giocatori
| Giocatore       | Bundesliga | Bundesliga | Bundesliga  | Bundesliga | Coppa di Germania | Coppa di Germania | Coppa di Germania | Coppa di Germania | Coppa UEFA | Coppa UEFA | Coppa UEFA  | Coppa UEFA | Totale   | Totale | Totale      | Totale     |
| Giocatore       | Presenze   | Reti       | Ammonizioni | Espulsioni | Presenze          | Reti              | Ammonizioni       | Espulsioni        | Presenze   | Reti       | Ammonizioni | Espulsioni | Presenze | Reti   | Ammonizioni | Espulsioni |
| --------------- | ---------- | ---------- | ----------- | ---------- | ----------------- | ----------------- | ----------------- | ----------------- | ---------- | ---------- | ----------- | ---------- | -------- | ------ | ----------- | ---------- |
| K. Allgöwer     | 32         | 12         | 1           | 0          | 5                 | 3                 | 0                 | 0                 | 11         | 4          | 0           | 0          | 48       | 19     | 1           | 0          |
| G. Buchwald     | 30         | 1          | 3           | 0          | 5                 | 2                 | 1                 | 0                 | 10         | 0          | 1           | 0          | 45       | 3      | 5           | 0          |
| D. Bufka        | 0          | 0          | 0           | 0          | 0                 | 0                 | 0                 | 0                 | 0          | 0          | 0           | 0          | 0        | 0      | 0           | 0          |
| M. Gaudino      | 30         | 8          | 3           | 1          | 4                 | 1                 | 0                 | 1                 | 12         | 4          | 0           | 0          | 46       | 13     | 3           | 2          |
| J. Hartmann     | 33         | 2          | 4           | 0          | 5                 | 0                 | 0                 | 0                 | 12         | 0          | 0           | 0          | 50       | 2      | 4           | 0          |
| E. Immel        | 29         | 0          | 4           | 0          | 4                 | 0                 | 0                 | 0                 | 12         | 0          | 0           | 0          | 45       | 0      | 4           | 0          |
| A. Jüptner      | 2          | 0          | 0           | 0          | 0                 | 0                 | 0                 | 0                 | 0          | 0          | 0           | 0          | 2        | 0      | 0           | 0          |
| S. Katanec      | 26         | 1          | 5           | 1          | 4                 | 2                 | 0                 | 0                 | 11         | 0          | 0           | 0          | 41       | 3      | 5           | 1          |
| J. Klinsmann    | 25         | 13         | 2           | 0          | 4                 | 2                 | 1                 | 0                 | 8          | 4          | 1           | 0          | 37       | 19     | 4           | 0          |
| K. Mirwald      | 7          | 0          | 0           | 0          | 1                 | 0                 | 0                 | 0                 | 0          | 0          | 0           | 0          | 8        | 0      | 0           | 0          |
| S. Okwaraji     | 0          | 0          | 0           | 0          | 0                 | 0                 | 0                 | 0                 | 0          | 0          | 0           | 0          | 0        | 0      | 0           | 0          |
| G. Poschner     | 17         | 0          | 0           | 0          | 2                 | 0                 | 0                 | 0                 | 3          | 0          | 0           | 0          | 22       | 0      | 0           | 0          |
| N. Schmäler     | 18         | 0          | 2           | 0          | 3                 | 0                 | 1                 | 0                 | 6          | 0          | 0           | 0          | 27       | 0      | 3           | 0          |
| O. Schmäler     | 10         | 0          | 0           | 0          | 3                 | 2                 | 0                 | 0                 | 4          | 1          | 0           | 0          | 17       | 3      | 0           | 0          |
| M. Schröder     | 26         | 1          | 5           | 0          | 4                 | 0                 | 1                 | 1                 | 11         | 1          | 0           | 0          | 41       | 2      | 6           | 1          |
| G. Schäfer      | 20         | 0          | 4           | 0          | 4                 | 0                 | 1                 | 0                 | 9          | 0          | 0           | 0          | 33       | 0      | 5           | 0          |
| R. Schütterle   | 25         | 1          | 0           | 0          | 1                 | 0                 | 0                 | 0                 | 4          | 0          | 0           | 0          | 30       | 1      | 0           | 0          |
| Á. Sigurvinsson | 28         | 3          | 4           | 0          | 4                 | 0                 | 0                 | 0                 | 12         | 0          | 0           | 0          | 44       | 3      | 4           | 0          |
| A. Strehmel     | 14         | 1          | 1           | 0          | 3                 | 0                 | 0                 | 0                 | 6          | 0          | 0           | 0          | 23       | 1      | 1           | 0          |
| E. Trautner     | 5          | 0          | 0           | 0          | 1                 | 0                 | 0                 | 0                 | 0          | 0          | 0           | 0          | 6        | 0      | 0           | 0          |
| F. Walter       | 33         | 13         | 1           | 0          | 5                 | 2                 | 1                 | 0                 | 11         | 4          | 1           | 0          | 49       | 19     | 3           | 0          |
| R. Zietsch      | 26         | 1          | 7           | 1          | 2                 | 0                 | 0                 | 0                 | 9          | 0          | 0           | 0          | 37       | 1      | 7           | 1          |